# Volusianus von Tours

Standbild des Volusianus von Tours in der ihm geweihten Abteikirche Saint-Volusien in Foix

Volusianus von Tours († um 496 oder 498) war im ausgehenden 5. Jahrhundert Bischof des Bistums Tours. Nach seinem Tod wurde er vom Volk als Heiliger verehrt. Sein Gedenktag ist der 18. Januar.

## Vita
Gemäß der von Gregor von Tours Ende des 6. Jahrhunderts aufgeschriebenen Überlieferung entstammte Volusianus einer provinzialrömischen Senatorenfamilie und war verwandt mit seinen Amtsvorgängern Eustochius und Perpetuus. Seine Ausbildung erhielt er im Kloster auf der Lérins-Insel St-Honorat. Um das Jahr 490 wurde er Bischof von Tours und erwarb sich einen Ruf als Freund und Beschützer aller Armen und Bedrängten. Von den Westgoten wurde er des Verrats beschuldigt und deshalb nach Toulouse oder nach Hispanien ins Exil verbracht. Nach späterer Tradition sei er dort von Anhängern des Arianismus ermordet worden.

## Verehrung
Obwohl aufgrund von Plünderungen und Zerstörungen während der Hugenottenkriege (1562–1598) keine Reliquien des Heiligen mehr vorhanden sind, wird er auch weiterhin im ehemaligen Kloster Saint Volusien in der Pyrenäenstadt Foix verehrt; er ist überdies der Schutzpatron der Stadt. Eine weitere Kirche zu seinen Ehren steht im etwa 40 km südöstlich von Foix gelegenen Ort Savignac-les-Ormeaux.